# Alicia Masters
Alicia Reiss Masters es un personaje que aparece en los cómics estadounidenses publicados por Marvel Comics. Por lo general, es representado como un personaje secundario de Los Cuatro Fantásticos y Silver Surfer. Creado por Stan Lee y Jack Kirby, apareció por primera vez en The Fantastic Four #8 (noviembre de 1962).
Alicia es una escultora ciega que es capaz de crear representaciones increíblemente realistas de personas a través del tacto y la memoria; sus esculturas de los Cuatro Fantásticos y otros superhéroes se presentan a menudo. Un personaje cuidado y sensible, ha sido el interés romántico y confidente de la Cosa, un miembro de los Cuatro Fantásticos que se avergüenza de su apariencia monstruosa. También ha ayudado a explicar la vida humana y la emoción del alien Silver Surfer. La actriz Kat Green la interpretó en la inédita película The Fantastic Four de 1994, y luego la actriz Kerry Washington la interpretó en la película Fantastic Four de 2005, y en su secuela, Los 4 Fantásticos y Silver Surfer en 2007.

## Biografía
Alicia es presentada en The Fantastic Four #8, junto con su padrastro, el supervillano conocido como Amo de las Marionetas. Al principio, ella lo ayuda por obediencia en su primer plan contra los Cuatro Fantásticos, aunque inmediatamente siente el espíritu "suave" y "sensible" de la Cosa cuando siente su rostro palpable y monstruoso. Alicia se vuelve hacia su padrastro cuando se da cuenta de que está loco y hambriento de poder, y accidentalmente hace que caiga a su muerte aparente por la ventana. Una historia publicada posteriormente explica que el Amo de las Marionetas había sido responsable de su ceguera permanente, que fue causada por una explosión de arcilla radiactiva durante su pelea con un rival.
Alicia Masters fue un personaje recurrente en los primeros números de los Cuatro Fantásticos como el interés amoroso de la Cosa, sirviendo como un dispositivo de trama para hacer que se resistiera a cambiar de nuevo a una forma humana normal, por temor a que Alicia no lo amara como "sólo Ben Grimm". Siendo físicamente vulnerable, también fue usada a menudo como damisela en apuros.
El personaje desempeña un papel integral en una de las historias de cómics más aclamadas de la Edad de Plata, "The Coming of Galactus", en Fantastic Four # 48–50 (marzo - mayo de 1966). En ese arco de la historia, el Silver Surfer primero llega a la Tierra como un heraldo del poderoso Galactus, que destruye el mundo, y se estrella contra el apartamento de Alicia después de luchar contra los Cuatro Fantásticos. Su apasionada súplica sobre el valor de la vida lo convence de rechazar a su amo y defender a la Tierra de la destrucción.
Después de que la Cosa decide permanecer en un planeta alienígena donde podría volver a su forma humana, Alicia se enamora de la Antorcha Humana, otro miembro de los Cuatro Fantásticos. La Cosa vuelve a asistir infelizmente a su boda. En Fantastic Four # 300, Johnny Storm y Alicia se casan, aunque el Pensador Loco, el Mago y el padrastro de Alicia, el Amo de las Marionetas, están a punto de evitarlo. Estos tres villanos habían planeado atacar la boda, pero en el último momento el Amo de las Marionetas cambia de idea y, con la ayuda (reticente) de Hombre Dragón, derrota a los otros dos.
Después de varios meses, los Cuatro Fantásticos descubren que Alicia ha sido secuestrada y reemplazada por Lyja, una agente de espionaje Skrull enviada para infiltrarse en los Cuatro Fantásticos y prepararlos para que su jefe, Paibok el Energo Skrull, los destruya. Los Cuatro Fantásticos derrotan a Paibok y recuperan a Alicia, que había sido secuestrada antes de que Ben rompiera con ella, y sus sentimientos por Ben no habían cambiado. Esto dificulta las cosas tanto para él como para Johnny,que ahora tiene que aceptar el hecho de que la verdadera Alicia nunca lo amó, y que Lyja es la mujer que ama. Ben tiene que lidiar con haber superado a Alicia, solo para tenerla de vuelta y enamorada de él.
Con sus relaciones con Ben y Johnny ahora complicadas por el matrimonio de Johnny con 'Lyja' y los intentos anteriores de Ben de resolver sus viejos sentimientos por ella después del matrimonio de Lyja, Alicia se involucra románticamente con Silver Surfer y al final deja la Tierra con él, viajando con él por el espacio exterior, protegida y por un traje blindado.
Con frecuencia se confía en Alicia como niñera para Franklin Richards, el hijo de la Mujer Invisible y Mr. Fantástico. Durante el período de un año en el que faltaron las FF ("Heroes Reborn"), Alicia es vista como su principal cuidadora.
En una historia de 2007, después de un aparente asesinato del Capitán América, Alicia es la encargada de organizar el memorial.
Después de los eventos de la historia de la "Invasión secreta" de 2008, Alicia se convierte en parte de un grupo de apoyo para personas reemplazadas por los Skrulls, ya que tiene conocimiento de primera mano de cómo es ser reemplazada y luego regresada después de un largo período de tiempo.
Después de que los Cuatro Fantásticos se hayan disuelto después del colapso del multiverso, Peter Parker compra el Edificio Baxter para mantenerlo seguro hasta que el equipo esté listo para volver juntos, incluyendo una estatua del FF en el vestíbulo, hecha por Alicia. Ben pasa algún tiempo con los Guardianes de la Galaxia, pero al final, después de un intento fallido de encontrar a la familia Richards en el multiverso, le propone matrimonio a Alicia, justo antes de que los Richards regresen a la Tierra. Cuando se están casando, Galactus regresa a la Tierra en Latveria, pero Reed revela que en ha desarrollado un generador temporal de bolsillo que congela el tiempo en toda la Tierra menos en una pequeña burbuja durante cuatro minutos, lo que le permite al rabino completar la ceremonia y casar a Ben y Alicia, que se van a luchar contra Galactus.

## Otras versiones
En el futuro alternativo de la miniserie Earth X de 1999, Alicia se ha casado con Ben Grimm. Tienen dos hijos, Buzz y Chuck, que tienen la piel de roca naranja de Ben. Como la mayoría de la humanidad, a Alicia se le han otorgado poderes debido a la liberación de un agente mutativo.
En la historia de 2005 "House of M", Alicia es parte de la resistencia humana, luchando contra la clase dominante de mutantes. Ella ha pasado algún tiempo como escultora, J. Jonah Jameson había comisionado a uno de sí mismo para su hogar.
En la miniserie Fantastic Four: The End, que muestra un posible futuro de los Cuatro Fantásticos, Alicia está casada con Ben Grimm y tienen tres hijos y viven en Marte, donde utiliza sus talentos escultóricos para la terraformación.
La versión Ultimate Marvel del personaje se introduce en la modernización moderna de Fantastic Four, Ultimate Fantastic Four, en el número 29, donde estudia escultura en una escuela de artes. Ella encuentra a un Ben deprimido en el parque; su simple gesto de amistad la pone al instante en un peligro mortal por parte del Doctor Doom.
En la dimensión de bolsillo de A.I.M. de la Tierra-13584, se menciona que Alicia Masters está muerta. La Cosa incluso confundió a Moonstone con Alicia en el momento en que los Vengadores Oscuros fueron atraídos a esta dimensión de bolsillo.

## En otros medios

### Televisión
- Alicia hizo su debut animado en el dibujo animado de 1982, The Increíble Hulk. Ella aparece en el episodio "Bruce Banner: Unmasked" donde su padrastro obtiene el control de los residentes en Metro City, así como The Hulk. Es la única persona de la que no hace un títere y ayuda al Hulk a derrotarlo.
- Alicia Masters fue un personaje regular en los Cuatro Fantásticos de 1994-1996 expresado por Pauline Arthur Lomas.
- En Los Cuatro Fantásticos: Los grandes héroes del mundo, Alicia es retratada como una mujer afroamericana y expresada por Sunita Prasad, manteniendo cierto nivel de continuidad visual con el largometraje.
- Alicia Masters aparece en The Super Hero Squad Show, episodio "Blind Rage Knows No Color" expresado por Tara Strong.

### Cine
- En la inédita película de 1994 Los Cuatro Fantásticos, la primera aparición en directo de Alicia Masters fue interpretada por Kat Green.
- Alicia aparece en la película de 2005 Los 4 Fantásticos, donde es interpretada por Kerry Washington. Ella se convierte en el interés amoroso de Ben Grimm después de que la novia de éste lo deja después de su mutación en la Cosa. En una escena en el estudio de Alicia, Ben anota una serie de títeres en la pared, que ella dice que pertenecen a su "padrastro". 
  - Washington repitió el papel en la secuela de 2007, Los 4 Fantásticos y Silver Surfer. Ella sirve como dama de honor de Sue Storm. Según Michael Chiklis, la relación de Masters y Grimm habría tenido un mayor enfoque en la tercera parte cancelada de la serie de películas Fantastic Four.[25]

### Videojuegos
El personaje aparece en el juego basado en la película, expresada por Cree Summer.En la historia, la Cosa y el Señor Fantástico deben rescatarla de los sicarios del Hombre Topo. En un nivel del juego, su padrastro, Amo de las Marionetas, trae a la vida exposiciones de museos egipcios y prehistóricos para atacar a los Cuatro Fantásticos, ya que él siente que la asociación con la Cosa será peligrosa para Alicia.